# Крумм, Франц
Фра́нц Крумм (нем. Franz Krumm; 16 октября 1909 — 9 марта 1943, ок. Комаричи, Брянская область) — немецкий футболист, играл на позиции нападающего. Участник Второй мировой войны.

## Биография
В течение семи сезонов Крумм играл за «Баварию», в которой стал одним из ключевых игроков. Вместе с «Баварией» Крумм выиграл чемпионский титул в 1932 году, когда в финале со счётом 2:0 был обыгран франкфуртский «Айнтрахт». В том матче он забил второй гол и «Бавария» впервые в истории на тот момент завоевала чемпионский титул. В 1938 году перешёл в «Мюнхен 1860», за который отыграл четыре сезона.
За сборную Германии сыграл 2 матча и забил 1 гол.
Во время Второй мировой войны Крумм был призван в армию и отправлен на Восточный фронт. В марте 1943 года воевал в группе армий «Юг» под командованием Эриха фон Манштейна. Принимал участие в третьей битве за Харьков. Скончался 9 марта 1943 года в возрасте 33 лет от тяжёлых ранений, полученных в ходе боевых действий. Был похоронен на немецком военном кладбище в Комаричах в Брянской области.

## Достижения
«Бавария»
- Чемпион Германии (1): 1932
- Чемпион Бециркслиги[англ.] (2): 1932, 1933